# Commission nationale indépendante de reconnaissance et de réparation des préjudices subis par les harkis
 (juillet 2023).
L'article doit être relu — et modifié si nécessaire — par des contributeurs indépendants pour apporter un regard critique aux contributions effectuées en violation des conditions d'utilisation de Wikipédia, tant sur la forme (notamment concernant le style encyclopédique, la proportionnalité) que sur le fond (la neutralité de point de vue, la qualité et l'indépendance des sources).
La Commission Nationale Indépendante de reconnaissance et de réparation des préjudices subis par les Harkis (CNIH) a été créée en France le 23 février 2022.
Le 20 septembre 2021, le président de la République Emmanuel Macron déclare qu'« après la guerre d’Algérie, la France a manqué à ses devoirs envers les harkis, leurs femmes, leurs enfants » et demande « pardon » au nom de la France. Il annonce une loi de « reconnaissance et de réparation » dont est issue cette instance.
Elle est chargée d'apporter une reconnaissance de la Nation envers les Harkis et les autres personnes rapatriées d’Algérie anciennement de statut civil de droit local, et une réparation des préjudices subis par ceux-ci et par leurs familles du fait de l’indignité de leurs conditions d’accueil et de vie dans certaines structures sur le territoire français.

## Dispositif de réparation
La CNIH est chargée d’accorder les réparations prévues par la loi du 23 février 2022.
Ces réparations sont accordées aux harkis et aux membres de leurs familles ayant séjourné entre le 20 mars 1962 et le 31 décembre 1975 dans des structures d’accueil ouvrant droit à réparation. Cette liste figure en annexe du décret d’application de la loi du 18 mars 2022.
Le montant des réparations est proportionnel à la durée du séjour dans ces structures d’accueil :
- 2 000 euros pour un séjour de moins de trois mois ;
- 3 000 euros pour un séjour entre trois mois et un an ;
- 1 000 euros de plus par année de séjour après la première[3].

Au 15 mai 2023, date de publication du premier rapport d’activité de la CNIH, 56 865 000 € de réparations ont été accordés, pour 7 187 dossiers instruits. En moyenne, les demandeurs à qui une réparation a été accordée ont touché 8 804 €.

## Activités de la CNIH

### Conception et mise en ligne du site de la Commission
La CNIH est à l’initiative de la conception du site gouvernemental dédié aux harkis, à leur histoire et au recueil de leur témoignage.

### Remise du rapport d’activité 2022 à la Première ministre
La CNIH remet le 15 mai 2023 son premier rapport d’activité à la Première ministre, qui formule des propositions d’amélioration du dispositif de réparation prévu par la loi, et notamment l’élargissement de la liste des sites donnant droit à réparation. Élisabeth Borne annonce dès la remise du rapport que la proposition d’ajout de 45 sites à cette liste est adoptée par le Gouvernement, et que ces sites seront ajoutés au décret établissant la liste des sites donnant droit à réparation.
Cette proposition, d’après l’estimation du Gouvernement, donnera lieu à l’indemnisation de 14 000 harkis supplémentaires pour les conditions d’accueil indignes qu’ils ont subies lors de leur rapatriement.

#### Controverse à la suite du rapport 2022 de la CNIH
Une annexe au rapport d’activité de la CNIH, consacrée à «  la question des harkis en Algérie, soixante ans après l’indépendance » provoque un mécontentement dans une partie de la communauté des harkis, principalement du fait qu'elle reprend le mot de « trahison » utilisé par les autorités algériennes pour les qualifier, alors que le sujet est évoqué dans la deuxième partie du rapport, consacrée au bilan du volet « reconnaissance ».
Cette annexe, rédigée par une historienne directrice de recherche au CNRS, vise à établir « un état des lieux des savoirs historiques produits en Algérie sur l’engagement des harkis auprès de l’armée française ».

Devant la demande de retrait de l'annexe, Jean-Marie Bockel annonce une modification de l'annexe en question :
« La majorité des harkis et leurs représentants ont considéré que ce n’était pas un sujet. Pour les autres, nous en tenons compte. »
Certains considèrent que cela est insuffisant et demandent le retrait du texte,,,. L'émotion, la tristesse  et la colère d'enfants de harkis sont reprises dans le livre publié en 2024 sous la direction de Fatima Besnaci-Lancou et Houria Delourl-Bentayeb et préfacé par Patrick Imhaus :  La surdité de l'institution à l'égard des harkis : Après le « pardon » de 2021, l’affaire de l’Annexe 4.

## Composition
Les membres de la Commission nationale indépendante de reconnaissance et de réparation des préjudices subis par les Harkis (CNIH) sont nommés par décret du Premier ministre.
Jean-Marie Bockel, est nommé président par décret présidentiel du 22 mars 2022. Les autres membres de la commission sont nommés par le premier ministre le 8 avril 2022.
En mai 2024, Françoise Dumas succède à Jean-Marie Bockel.
Les membres nommés de la  Commission sont :
| Présidence de la Commission | Présidence de la Commission | Présidence de la Commission                                                                      |
| --- | --- | ------------------------------------------------------------------------------------------------ |
| Présidente de la Commission nationale indépendante de reconnaissance et de réparation des préjudices subis par les Harkis (CNIH)                                                                  | Françoise Dumas, présidente de la Commission | Françoise Dumas, présidente de la Commission                                                     |
| En qualité de représentant du Parlement | |                                                                                                  |
| Représentante du Sénat | Marie-Pierre Richer, sénatrice du Cher (Centre-Val de Loire)                                                                                      | Marie-Pierre Richer, sénatrice du Cher (Centre-Val de Loire)                                     |
| Représentant de l'Assemblée nationale | Jean-Marie Fiévet, député des Deux-Sèvres (Nouvelle-Acquitaine)                                                                                   | Jean-Marie Fiévet, député des Deux-Sèvres (Nouvelle-Acquitaine)                                  |
| En qualité de représentants des communes ayant accueilli sur leur territoire des structures | |                                                                                                  |
| | Membres titulaires | Membres remplaçants                                                                              |
| Maires siégeant en qualité de représentants des communes ayant accueilli sur leur territoire des structures                                                                                       | Sébastien Olharan, maire de Breil-sur-Roya | Gaëlle Lévêque, maire de Lodève                                                                  |
| Maires siégeant en qualité de représentants des communes ayant accueilli sur leur territoire des structures                                                                                       | Christine Amrane, maire de Collobrières | Philippe Doutremepuich, maire de Causse-de-la-Selle                                              |
| En qualité de membres du Conseil d'État | |                                                                                                  |
| | Membre titulaire | Membre remplaçant                                                                                |
| Membres siégeant en qualité de membres du Conseil d'État | Jeanette Bougrab, Conseillère d'État | François-Xavier Le Pelletier de Woillemont, Conseiller d'État en service extraordinaire          |
| En qualité de magistrats de la Cour de Cassation | |                                                                                                  |
| | Membre titulaire | Membre remplaçant                                                                                |
| Membres siégeant en qualité de magistrats de la Cour de Cassation | Bernard Keime-Robert-Houdin, conseiller honoraire à la Cour de Cassation chargé de fonction de Premier président de la Cour d'Appel de Versailles | Denis Mondon, avocat général honoraire à la Cour de Cassation                                    |
| En qualité de représentants ministériels (Défense, Anciens Combattants et Budget) | |                                                                                                  |
| | Membres titulaires | Membres remplaçants                                                                              |
| Membres siégeant en qualité de représentants du ministre des Armées (Défense) | Hervé Oudin, représentant du ministre | Marie-Laurence Teil, représentante du ministre                                                   |
| Membres siégeant en qualité de représentants de la Secrétaire d'État auprès du ministre des Armées, chargée des Anciens Combattants et de la Mémoire (Anciens Combattants)                        | Nathalie Genet-Rouffiac, représentante de la Secrétaire d'État                                                                                    | Maurice Bleicher, représentant de la Secrétaire d'État                                           |
| Membres siégeant en qualité de représentants du ministre délégué auprès du ministre de l'Économie, des Finances de la Souveraineté industrielle et numérique, chargé des comptes publics (Budget) | Sébastien Doumeix, représentant du ministre délégué                                                                                               | Justine Charles, représentante du ministre délégué                                               |
| En qualité de personnes qualifiées en raison de leurs connaissances dans le domaine de l'histoire des harkis                                                                                      | |                                                                                                  |
| | Membres titulaires | Membres remplaçants                                                                              |
| Membres siégeant en qualité de personnes qualifiées en raison de leurs connaissances dans le domaine de l'histoire des harkis                                                                     | Rose-Marie Antoine, ancienne directrice générale de l'Office National des Anciens Combattants et Victimes de Guerre                               | Gregor Mathias, professeur à l'Académie militaire de Saint-Cyr Coëtquidan                        |
| Membres siégeant en qualité de personnes qualifiées en raison de leurs connaissances dans le domaine de l'histoire des harkis                                                                     | Stéphane Jacquot, président d'association | Karima Dirèche, directrice de recherche au Centre de la recherche scientifique d'Aix-en-Provence |
| Membres siégeant en qualité de personnes qualifiées en raison de leurs connaissances dans le domaine de l'histoire des harkis                                                                     | Hafida Belrhali, professeure de droit public à l'Université Grenoble-Alpes                                                                        | Joseph Piccinato, historien                                                                      |
| Membres siégeant en qualité de personnes qualifiées en raison de leurs connaissances dans le domaine de l'histoire des harkis                                                                     | Anne Dulphy, professeure d'histoire contemporaine à l'École Polytechnique, en qualité de suppléante de Jean-Marie Bockel                          |                                                                                                  |

Composition du secrétariat général :
| Le secrétariat général                         | Le secrétariat général                                         | Le secrétariat général                                         |
| ---------------------------------------------- | -------------------------------------------------------------- | -------------------------------------------------------------- |
| Secrétaire général                             | Marc Del Grande, préfet, secrétaire général de la Commission   | Marc Del Grande, préfet, secrétaire général de la Commission   |
| Chargé de mission auprès du secrétaire général | Charles Perera, Chargé de mission auprès du secrétaire général | Charles Perera, Chargé de mission auprès du secrétaire général |
| Assistante du secrétariat général              | Saholy Razafindrazaka, assistante du secrétariat général       | Saholy Razafindrazaka, assistante du secrétariat général       |
| Webmaster du site de la Communication          | Robert Poncet, webmaster du site de la Communication           | Robert Poncet, webmaster du site de la Communication           |